# Hamma (Sétif)
Hamma (în arabă الحامة) este o comună din provincia Sétif, Algeria.
Populația comunei este de 13.223 de locuitori (2008).